# مارتينا (ممثلة)
مارتينا (15 سبتمبر 1991  -)، ممثلة مصرية مقيمة في الكويت. عملت مع الفنان طارق العلي في عدد من الأعمال منذ 2009 وحتى الآن.

## أعمالها

### في التلفزيون
- 2010: زمن مريان.
- 2012: جلثم وميثة.
- 2013: ماي عيني.
- 2013: سوق الحريم.
- 2014: أشوفكم على خير.
- 2015: بنات الروضة.

### من المسرحيات
- 2009: بو سارة في العمارة.
- 2010: بخيت وبخيته.
- 2011: الطرطنجي.
- 2012: بسنا فلوس.
- 2014 الصيدة بلندن.
- 2016: المزواجي.
- 2016: سكة سفر.
- 2017: الكبيرة.
- 2017: فرحة ما تمت.
- 2017: ماما نانا.
- 2018: عنبر 9.
- 2018: ون أو ون.

## روابط خارجية
- مارتينا على موقع قاعدة بيانات الأفلام العربية